# Аботтоир
Аботтоир (исп. Abattoir — скотобойня) — псевдоним Арнольда Этчисона (англ. Arnold Etchison), персонаж во Вселенной DC Comics. Он впервые появился в январе 1991 (#625) выпуска Detective Comics.

## Биография
Серийный убийца, который был убеждён, что его семья — зло. Арнольд Этчисон верил, что он поглотил что-то, когда он убил их. Он был арестован и заключён в Лечебницу Аркхем, из которой он сбежал спустя некоторое время. Его финальный побег произошёл, когда Бэйн собрал всех заключённых в сюжетной линии Knightfall, после которого Этчисон хотел убить немного больше членов своей семьи.
В конечном счёте он был замечен Жан-Полем Валли, который исполнял роль Бэтмена в то время. Валли преследовал его до рафинадного завода и почти сбил его в чан с расплавленным металлом. Аботтоир был подвешен, но Валли допустил его падение и смерть. Это предположительно привело к  смерти похищенного им Грэхема Этчисона, в секрете, спрятанного в тайной комнате, в неизвестном месте, Валли верил, что заключённый умер — пока ему не сообщил комиссионер полиции Джеймс Гордон.
Аботтоир вернулся, как призрак, чтобы досаждать оригинальному Бэтмену (Брюс Уэйн), но Бэтмен доказал намного меньшую чувствительность к психологическим атакам, чем его заменитель. Бэтмен обманул призрак Аботтоира, закрыв его в броне.

### Темнейшая Ночь
Как часть событий Blackest Night, труп Аботтоира оживлён силой чёрного кольца и завербован в Корпус Чёрных Фонарей в Blackest Night: Batman #1 (октябрь 2009). В Blackest Night: Batman #2 труп Аботтоира был взорван в клочья и, по-видимому, уничтожен комиссаром Гордоном; Аботтоир влез через окно офиса Гордона, где он и его дочь Барбара (Оракул) искали убежище. Гордон приобрёл дробовик и начал стрелять в Аботтоира, который вскоре остался ни с чем. Однако он был замечен полностью восстановленным рядом с Королевской Змеёй и Триггер Близнецов.

## Силы и способности

### Уровень силы
Несмотря на худое телосложение, Аботтоир продемонстрировал высокий уровень физической силы.

### Оружие
- Холодное оружие: Аботтоир использовал различные холодные оружия во время своей короткой карьеры.
- Кольцо Силы Чёрного Фонаря